# Chrysorithrum amata
Chrysorithrum amata är en fjärilsart som beskrevs av Bremer och William Grey 1852. Chrysorithrum amata ingår i släktet Chrysorithrum och familjen nattflyn. Inga underarter finns listade i Catalogue of Life.